# Leonid Lentsman
Leonid Lentsman (ros. Леонид Николаевич  Ленцман, ur. 10 grudnia 1915 w Symferopolu, zm. 1996 w Petersburgu) – działacz partyjny i państwowy Estońskiej SRR.

## Życiorys
Uczył się w technikum rolniczym, 1933-1938 studiował na Wydziale Filologicznym Leningradzkiego Uniwersytetu Państwowego, 1938-1940 był nauczycielem szkoły w obwodzie murmańskim. Od października 1940 do stycznia 1941 służył w Armii Czerwonej, od stycznia do lipca 1941 ponownie nauczał w szkole w obwodzie murmańskim, we wrześniu 1941 został pracownikiem politycznym Armii Czerwonej, od 1942 należał do WKP(b). W latach 1948–1950 kierował Wydziałem Propagandy i Agitacji KC Komunistycznej Partii (bolszewików) Estonii, od 25 grudnia 1948 do 1989 był członkiem KC KP(b)E/KPE, 1950-1951 ministrem oświaty Estońskiej SRR, a od 27 stycznia 1951 do 20 sierpnia 1953 sekretarzem KC KP(b)E/KPE. Jednocześnie od 14 kwietnia 1951 do 1986 był członkiem Biura KC KP(b)E/KPE, od 20 sierpnia 1953 do 7 stycznia 1964 II sekretarzem KC KPE, a od 8 stycznia 1964 do 11 lutego 1971 ponownie sekretarzem KC KPE. W latach 1971–1982 był przewodniczącym estońskiej republikańskiej rady związków zawodowych, 1982-1986 przewodniczącym Komitetu Kontroli Partyjnej KC KPE, a od 20 marca 1987 przewodniczącym Prezydium Estońskiej Republikańskiej Organizacji Weteranów Wojny i Pracy.